# فوقس متموج
فوقس متموج (الاسم العلمي: Fucus undulatus) هو نوع من الطلائعيات يتبع جنس الفوقس من الفصيلة الفوقسية.